# 安东尼奥·贝纳里沃
安东尼奥·贝纳里沃（義大利語：Antonio Benarrivo，義大利語發音：[anˈtɔːnjo benarˈriːvo]，1968年8月21日—）），意大利前职业足球运动员，司职边后卫。作为 1990 年代世界上最好的球员之一，贝纳里沃是一名精力充沛的进攻型边后卫，能够胜任左右边路位置;他于1986年在布林迪西开始职业生涯，后来于1989年转会至帕多瓦。他于1991年加入帕尔马，期间崭露头角，与球队一起赢得了多个国内和欧洲冠军，并最终成为俱乐部在意甲和欧洲比赛中的出场纪录保持者。
在国家队方面，贝纳里沃代表意大利参加了1994年FIFA世界杯，并进入了决赛获得亚军。

## 俱乐部生涯
贝纳里沃在1986-87赛季开始效力于他故乡球队布林迪西。在这支普利亚大区的踢了三个赛季的意丙一级联赛后，他去了意乙的帕多瓦，在那里他呆了两年，吸引了意大利大俱乐部的广泛关注。
1991年，贝纳里沃转会内维奥·斯卡拉执教下的帕尔马;在他效力的一年，他帮助他的新球队获得欧洲联盟杯参赛资格。他很快成为艾米利亚大区最优秀的球员之一，在接下来的十几年里，帕尔马在国内和欧战中都取得了成功。贝纳里沃协助球队赢得了1992年意大利杯冠军。第二年，1992-93赛季，又赢得了欧洲优胜者杯。1993-94赛季，帕尔马连续第二次进入优胜者杯决赛，但最终不敌阿森纳。贝纳里沃还在1993年随俱乐部夺得欧洲超级杯。
然而，之后他在帕尔马经历了一系列惊心动魄的胜利，最终在1994-95赛季赢得了欧洲联盟杯的胜利，以及意大利杯亚军。然而，在意甲联赛中，帕尔马一度登顶，但最终仍不是占主导地位的米兰和尤文图斯的对手。帕尔马联赛的最好成绩是1996-97赛季的亚军，并获得1997-98赛季欧洲冠军联赛的资格;他们还在1994-95赛季获得了第三名，并获得了几次第四名。
贝纳里沃在1998-99赛季又经历了成功的一年。帕尔马在联赛中排名第四。但贝纳里沃赢得了他第二个欧洲联盟杯和意大利杯冠军。但这也是他作为首发球员的最后一个赛季，在接下来的几个赛季，他的出场顺位逐渐降低。
在1999-2000赛季，帕尔马再次获得第四名，险些错过了欧洲冠军联赛的资格。2000-01赛季，帕尔马连续第三次获得联赛第四名，也进入了意大利杯决赛，但被佛罗伦萨击败。2002年，贝纳里沃获得了他的第三个意大利杯冠军。2004年，贝纳里沃退役，他在意甲联赛中出场257次，打进5球，是俱乐部在意大利顶级联赛中出场的纪录保持者。 退休后，他担任了球队的教练。

## 国家队生涯
贝纳里沃总共为国家队出场23次，在一段时间内，他是国家队的首发右后卫。1993年9月22日，他在主教练阿里戈·萨基的执教下首次亮相，参加了1994年国际足联世界杯预选赛对阵爱沙尼亚的比赛。他随意大利队参加了1994年国际足联世界杯，在那里他们进入了决赛，只是在点球大战中输给了巴西。贝纳里沃是1994年世界杯首发阵容中的关键成员，也在决赛中出场，并交替担任左右两翼的边后卫，展示了他的战术位置多样性。在对阵尼日利亚的16强比赛中，他在加时赛中赢得了一个点球，罗伯托·巴乔随后主罚命中，将意大利送入四分之一决赛。 贝纳里沃在国家的最后一次出场是在10月29日对阵俄罗斯的98年世界杯预选赛。

## 比赛风格
虽然贝纳里沃通常出现在右路，但也能胜任左路。作为一名精力充沛的进攻型边后卫，他以进攻能力著称。尽管很少进球，但由于他的速度、耐力、进攻能力、技术、传中准确性以及在进攻和防守上覆盖边路的能力都非常出色。他有时被用作临时的边路中场。贝纳里沃被认为是90年代最好的边后卫之一。

## 荣誉
帕尔马
- 意大利杯:1991–92, 1998–99, 2001–02
- 意大利超级杯: 1999
- 欧洲优胜者杯: 1992–93
- 欧洲联盟杯: 1994–95, 1998–99
- 欧洲超级杯: 1993

意大利国家队
- 国际足联世界杯 亚军: 1994